# Japanagromyza tristella
Japanagromyza tristella är en tvåvingeart som först beskrevs av Thomson 1869.  Japanagromyza tristella ingår i släktet Japanagromyza och familjen minerarflugor. Inga underarter finns listade i Catalogue of Life.